# Новоолександрівка (Лозівський район)
Новоолекса́ндрівка — село в Україні, у Близнюківській селищній громаді Лозівського району Харківської області. Населення становить 465 осіб. До 2020 орган місцевого самоврядування — Самійлівська сільська рада.

## Географія
Село Новоолександрівка знаходиться за 2,5 км від села Самійлівка. Є залізнична станція Самійлівка. Село розташоване по обох схилах балки Зелена (місцями засаджена дубами). По дну балки протікає пересихаючий струмок на якому зроблено кілька загат, струмок через 2 км впадає в річку Литовщина.

## Історія
Село засноване в 1850 році.
Станом на 1886 рік у селі Самійлівської волості Павлоградського повіту Катеринославської губернії мешкало 350 осіб, налічувавалось 54 дворових господарства, існувала лавка.
У період Німецько-радянської війни село Новоолександрівка було місцем запеклих боїв з німецько-нацистськими загарбниками. У лютому 1942 року на території села билися з нацистами воїни 973-го стрілецького полку і 26-ї кавалерійської дивізії. Запеклі бої відбувались тут у березні 1943 року. Остаточно село було звільнено у ході вересневих боїв у вересні 1943 року воїнами 564-го стрілецького полку. Радянські поховані у братській могилі. Всього поховано 54 воїни, з них відомі прізвища 16-ти.
12 червня 2020 року, відповідно до Розпорядження Кабінету Міністрів України № 725-р «Про визначення адміністративних центрів та затвердження територій територіальних громад Харківської області», увійшло до складу Близнюківської селищної громади.
19 липня 2020 року, в результаті адміністративно-територіальної реформи та ліквідації Близнюківського району, увійшло до складу Лозівського району Харківської області.

## Економіка
- В селі є кілька молочно-товарних ферм.

## Культура
- Клуб.

## Екологія
За 1,5 км проходить аміакопровід.